# Frederik Wiedmann
Frederik Wiedmann (Stoccarda, 1981) è un compositore tedesco, noto per aver composto le colonne sonore di film e serie televisive, come Sniper: Legacy, Field of Lost Shoes, Green Lantern: The Animated Series, Beware the Batman, Il ritorno nella casa sulla collina, Tremors 5: Bloodlines e Tremors: A Cold Day in Hell.

## Biografia
Frederik Wiedmann è figlio di un chirurgo e di un insegnante di scuola superiore.  Sua sorella è la cantautrice Katrin Wiedmann.  All'età di sei anni imparò a suonare il violino e all'età di quattordici anni la chitarra jazz.  Dopo la laurea, si trasferì a Boston, dove frequentò il Berklee College of Music.  Dopo essersi diplomato nel 2005, Wiedmann debuttò come autore di colonne sonore nel film horror del 2006, Blood Ranch, diretto da Corbin Timbrook.  Nel 2016 vinse un Premio Emmy.

## Filmografia

### Cinema
- Beneath, regia di Dagen Merrill (2007)
- Cyrus: Mind of a Serial Killer, regia di Mark Vadik (2010)
- Midway to Heaven, regia di Michael J. Flynn (2011)
- Bad Actress, regia di Robert Lee King (2011)
- Hellraiser: Revelations, regia di Víctor García (2011)
- A Holiday Heist, regia di Christie Will (2011)
- 1 Out of 7, regia di York Shackleton - composta con Joshua J. Hyde (2011)
- Black Box, regia di Matthew Schilling (2012)
- True Bloodthirst, regia di Todor Chapkanov (2012)
- The Advocate, regia di Tamas Harangi (2013)
- Justice League: The Flashpoint Paradox, regia di Jay Oliva (2013)
- The Damned, regia di Víctor García (2013)
- JLA Adventures: Trapped in Time, regia di Giancarlo Volpe (2014)
- Son of Batman, regia di Ethan Spaulding (2014)
- Of Silence, regia di Jeremiah Sayys (2014)
- Pretty Perfect, regia di York Shackleton (2014)
- Il nemico invisibile, regia di Paul Schrader (2014)
- Field of Lost Shoes, regia di Sean McNamara (2014)
- Justice League: Throne of Atlantis, regia di Ethan Spaulding (2015)
- Batman vs. Robin, regia di Jay Oliva (2015)
- Justice League: Gods and Monsters, regia di Sam Liu (2015)
- The Intruders, regia di Adam Schindler (2015)
- Batman: Bad Blood, regia di Jay Oliva (2016)
- Justice League vs. Teen Titans, regia di Sam Liu (2016)
- Teen Titans: The Judas Contract, regia di Sam Liu (2017)
- It Watches, regia di Dave Parker (2017)
- Vengeance: A Love Story, regia di Johnny Martin (2017)
- Acts of Vengeance, regia di Isaac Florentine (2017)
- Hangman - Il gioco dell'impiccato (Hangman), regia di Johnny Martin (2017)
- Batman contro Jack lo squartatore, regia di Sam Liu (2018)
- 211 - Rapina in corso, regia di York Shackleton (2018)

### Televisione
- Green Lantern: The Animated Series (2011-2013)
- Beware the Batman (2013-2014)
- Tutti pazzi per Re Julien (2014-2017)
- Miles dal futuro, in corso
- The Dragon Prince, in corso